# George Fairbairn
George Eric Fairbairn (Melbourne, Austràlia, 18 d'agost de 1888 – 20 de juny de 1915) va ser un remer anglès que va competir a primers del segle xx.
Fairbairn nasqué a Melbourne i era nebot del també remer Steve Fairbairn. Estudià al Jesus College de la Universitat de Cambridge. i remà pel club de rem de Cambridge en la regata Oxford-Cambridge de 1908. Aquell mateix any va prendre part en els Jocs Olímpics de Londres, on guanyà la medalla de plata en la prova del dos sense timoner del programa de rem fent parella amb Philip Verdon. El 1909 no pogué disputar l'Oxford-Cambridge per culpa d'una lesió. Fairbairn també jugà a rugbi amb el Rosslyn Park F.C.
Durant la Primera Guerra Mundial va servir com a segon tinent de la infanteria lleugera de Durham i va morir en acció a Bailleul. Fou enterrat al proper Cementiri Comunal de Bailleul.